# Kristina Hautala
Kristina Hautala (nacida el 28 de junio de 1948 en Estocolmo) es una cantante sueca, muy popular en Finlandia en los años 1960s.

## Carrera
Nacida en Estocolmo, Suecia, de ascendencia finlandesa, Hautala vivió en su ciudad natal hasta que decidió grabar su sencillo debut "En koskaan", una versión en finés de la canción "You Don't Have to Say You Love Me" de Dusty Springfield lanzada en 1966.
El sencillo logró posicionarse en el puesto #6 en las listas de éxitos de Finlandia, y se mantuvo allí durante once semanas. Esto llevó a que Hautala se convirtiera en una figura muy solicitada en el país nórdico, tanto en televisión como cantante: se fue de gira nacional en el verano de 1967 con el músico Johnny Liebkind mientras que en el otoño e invierno de ese mismo año, Hautala firmó un contrato de dos meses de duración para presentarse junto a Lasse Mårtenson en el Café Adlon de Helsinki, convirtiendo a dicho lugar en una verdadera taquilla. 
Ella continuó grabando sencillos, llegando a lanzar once sencillos en 1967, siguiendo la costumbre de realizar versiones de canciones inglesas al idioma finlandés, tales como "Rakkautta vain" ("All You Need Is Love" de los Beatles) y "Voinko luottaa" ("Io ti darò di più" de la cantante italiana Ornella Vanoni).

## Eurovisión 1968
El 10 de febrero de 1968, Hautala apareció en la televisión finlandesa en una ronda preliminar para participar en el Festival de Eurovisión siendo una de las seis cantantes en competir para representar a Finlandia en la edición de ese año. Ese fue el primer año en que un representante de Finlandia era seleccionado mediante votos de la audiencia televisiva a quiénes se les pidió enviar por correo sus papeletas: los resultados anunciados el 17 de febrero de ese año fue que la canción "Kun kello käy" de Kristina Hautala encabezaba la lista de las canciones candidatas y que, consecuentemente, sería la representante del país en el Festival de Eurovisión, celebrado el 6 de abril de 1968 en el Royal Albert Hall en Londres, Reino Unido. 
La presentación de Hautala esa noche llevó a que sólo obtuviera un solo voto, posicionándose en el último lugar junto con los Países Bajos. 
| Predecesor: "Varjoon - suojaan" Fredi | Finlandia en el Festival de Eurovisión 1968 | Sucesor: "Kuin silloin ennen" Jarkko & Laura |

- Datos: Q452895